# Новочуваське
Новочува́ський (тат. Новочувашски, рос. Новочувашский) — селище в Зеленодольському районі Республіки Татарстан (Росія). Входить до складу Новопольського сільського поселення. Населення становлять переважно росіяни і чуваші, від назви останнього етносу і походить назва цього населеного пункту. Мешканці селища зайняті переважно у галузі скотарства.
Новочуваське розташоване за 15 км на схід від районного міста Зеленодольськ. Найближчий населений пункт, селище Грузинський, лежить на відстані 0,7 км на північний схід. За 1 км на північ від селища проходить автомагістраль Казань — Нижній Новгород (А295) відразу за якою починаються терени Раїфської ділянки Волзько-Камського заповідника. За 1 км на південь знаходить затока річки Волга, інших водойм у безпосередній близькості від селища нема. Єдина вулиця Новочуваського (вулиця Зелена) кільцева.

## Історія
Засноване у 1898 році. Спочатку входило до Ільїнської волості Казанського повіту Казанської губернії, 1920 року підпорядковане Арському кантону Татарської АРСР. Надалі селище неодноразово міняло адміністративне підпорядкування: з 14 лютого 1927 року було в складі Воскресенського району, з 1 серпня 1927 року — Казанського, з 4 серпня 1938 року — Юдинського, з 16 липня 1958 року і дотепер — у складі Зеленодольського району.